# Marco Vettio Bolano
Marco Vettio Bolano (in latino: Marcus Vettius Bolanus; 33 circa – 71) fu un politico e un generale dell'Impero romano.

## Biografia
Servì in Asia sotto Gneo Domizio Corbulone nel 62, fu console nel 66 e proconsole della Britannia dal 69 al 71, nel pieno della guerra civile dell'anno dei quattro imperatori. Per ordine dell'imperatore Vitellio, prese il posto di Marco Trebellio Massimo, che era stato costretto a scappare dalla rivolta della XX Valeria Victrix, guidata da Marco Roscio Celio. A Bolano si unì la XIIII Gemina, che era stata ritirata dalla Britannia nel 67 ed era fedele a Otone, salito sul trono imperiale dopo aver sconfitto Vitellio.
Bolano dovette fronteggiare la seconda insurrezione di Venuzio, ex-marito di Cartimandua, regina filo-romana dei Briganti. Bolano non riuscì però a proteggere la regina dall'ex consorte, che la detronizzò.
Con la salita al potere di Vespasiano alla fine del 69, nell'Impero tornò l'ordine. Roscio Celio fu rimpiazzato al comando della XX Valeria Victrix da Gneo Giulio Agricola. Bolano rimase governatore fino al 71. Il poeta Stazio, nelle Silve, racconta della costruzione di forti e della conquista di trofei da un re britanno, da cui  sembra di capire che egli riuscì a riconquistare parte del territorio che era stato occupato dai Britanni ribelli. Gli successe Quinto Petillio Ceriale.